# Boopedon rufipes
Boopedon rufipes är en insektsart som först beskrevs av Morgan Hebard 1932.  Boopedon rufipes ingår i släktet Boopedon och familjen gräshoppor. Inga underarter finns listade i Catalogue of Life.